# Marcu Botzan
Marcu Botzan (n. 30 martie 1913, Craiova, România – d. 8 martie 2011, București, România) a fost un inginer agronom român, membru al Academiei Române (corespondent - 1991 și titular - 1993). A desfășurat o activitate de pionierat prin organizarea cercetării științifice din specialitatea irigării culturilor agricole, fiind considerat drept șef de școală în domeniul îmbunătățirilor funciare din România.
Împreună cu o serie de cercetători consacrați, a reușit să lărgească și să diversifice rețeaua de cercetare în agricultura irigată modernă și a pus bazele „Programului Național de Îmbunătățiri Funciare”. A condus Institutul de Cercetări pentru Îmbunătățiri Funciare și Pedologie în cadrul căruia a coordonat și dezvoltat o întreagă școală de înaltă concepție în acestă sferă fundamentală a economiei naționale.
A publicat mai multe lucrări științifice de specialitate, cât și o serie de cărți cu caracter istoric, arheologic ori beletristic.

## Biografie

### Anii tinereții
Marcu Botzan s-a născut la Craiova, într-o familie de intelectuali, tatăl său, Gheorghe Botzan fiind inginer mecanic. După școala primară, urmează cursurile prestigiosului colegiu Carol I din Craiova. În 1931, își îndreaptă pașii către Academia de Înalte Studii Agronomice din București și urmează Secția de Geniu Rural pe care o absolvă în anul 1936. Tot atunci a început sa lucreze ca asistent diurnist la Institutul de Cercetări Agronomice. 
Pentru lărgirea profilului pregătirii profesionale, in scopul abordării mai tehnice a problemelor de îmbunătățirii funciare, în anul 1938, se înscrie la cursurile Facultății de Construcții a școlii Politehnice din București.
Votând în cadrul plebiscitului din 1938 împotriva constituției lui Carol al II-lea, a fost pus în disponibilitate din funcția de profesor suplinitor, la școala de agricultură din Armășești.
„Am muncit cu dorința cinstită de a contribuții în măsura puterilor mele, la ridicarea țărănimii și agriculturii noastre, și la întărirea socială a oamenilor”.
În facultate îi are ca mentori pe distinșii profesori Gheorghe Ionescu-Sisești, Traian Săvulescu, Theodor Saidel și Petre Enculescu. Aceștia îi îndrumă calea către cercetarea științifică la Secția de Îmbunătățiri Funciare a prestigiosul Institut de Cercetări Agronomice al României (ICAR). În cadrul Laboratorului de Irigații și Desecări, Marcu Botzan contribuie la dezvoltarea unor programe de cercetare menite să lărgească bazele moderne ale acestei specialități necesare Economiei Naționale. A fost începutul unei activități de pionierat, având în vedere lipsa de experiență și de dotare materială din acea perioadă istorică a țării.

### Activitatea de pionierat
Între anii 1941-1945, participă ca sub-locotenent la redobândirea hotarelor României, ciuntite în 1940. Revine la ICAR în 1945, unde  contribuie cu dăruire la refacerea economiei țării distruse de război, prin înființarea primelor câmpuri experimentale de irigație la Studina și Mărculești. Aici, împreună cu alți tineri colaboratori, cercetează și pune bazele metodologice ale regimului de irigație pentru principalele culturi de câmp. Rezultatele acestor cercetări vor constitui primele date experimentale necesare proiectării și exploatării viitoarelor sisteme de irigație din Câmpia Română.
În cadrul ICAR, M. Botzan se bucură de înalte aprecieri pentru activitatea științifică depusă și spiritul organizatoric. Astfel, într-o perioadă relativ scurtă parcurge principalele trepte ierarhice ale cercetării științifice, de la asistent până la șef de secție.

### Organizarea cercetării științifice
În urma reorganizării cercetării științifice în agricultură, Secția de Îmbunatățiri Funciare din cadrul ICAR este transferată la Institutul de Studii și Cercetări Hidrotehnice din București și redotată. Noua Secție de Irigații și Desecări revine sub conducerea cercetătorului Marcu Botzan. În noua configurație, M. Botzan și colaboratorii săi reușesc să lărgească considerabil rețeaua de cercetare din țară.
Prin sporirea interesului față de irigații și drenaje la nivel național, cu începere din anul 1966 se înființează Institutul de Cercetări pentru Îmbunătățiri Funciare și Pedologie (ICIFP), institut de sine-stătător, unde cercetătorului Marcu Botzan îi revine sarcina de a-l organiza și conduce. Înconjurat de o serie de cercetători consacrați, pune bazele „Programului Național de Îmbunătățiri Funciare” și dezvoltă o întreagă școală românească de cercetare științifică de largă concepție în domeniu.
În anul 1968, cercetătorul Marcu Botzan își susține teza de doctorat, intitulată „Bilanțul apei în solurile irigate”. Această lucrare, ulterior publicată de către Editura Academiei, a fost rodul unor îndelungate și minuțioase studii și experimente științifice, aplicate într-o largă diversitate de condiții pedo-climatice ale României.
Încă de la formarea, în anul 1970, a Academiei de Științe Agricole și Silvice (ASAS), Marcu Botzan este ales membru titular al acestui înalt forum de cercetare în agricultura românească. Ca recunoaștere a înaltei sale autorități științifice, i se acordă dreptul de a conduce doctorate în specialitatea îmbunătățiri funciare. În felul acesta, M. Botzan și-a adus o activă contribuție la crearea unei pleiade de cercetători de prestigiu în domeniul irigației și drenajelor.

### Lucrări științifice și recunoașterea activității
Bilanțul sumar al prodigioasei sale activități se concretizează în publicarea a peste 100 de lucrări științifice, incluzând 12 tratate și monografii, 14 broșuri de îndrumare tehnică, articole și comunicări. Monografia "Probleme de irigație și desecări ale Câmpiei Bărăganului" (1959) și tratatul "Culturi irigate" apărut în trei ediții (1959, 1962 și 1966) sunt lucrări fundamentale, care pentru valoarea lor științifică deosebită au fost distinse cu Premiul Academiei Române. Alături de "Culturi irigate", lucrarea "Bilanțul apei în solurile irigate", prin metodologia didactică a expunerii și conținutul aplicativ, a contribuit la introducerea de noi discipline de studiu în învățământul universitar agronomic din România.
De o deosebită valoare științifică sunt monografiile "Începuturile hidrotehnicii pe teritoriul României", "Apele în viața poporului român", "Drumuri de apă" și "Mediu și viețuire în spațiul Carpato-Dunăreano-Pontic". În aceste scrieri, utilizând documentarea arheologică și relatarea istorică, autorul își folosește cunoștințele de specialitate pentru a reconstitui practici vechi ale folosirii apei, în contextul specific al mediului natural și social din diverse epoci istorice.
De-a lungul anilor, M. Botzan a fost cooptat în diverse organizații științifice precum Societatea Naționala și Societatea Internațională de Știința Solului, Comitetul Național Român pentru Irigații și Drenaje, Comisia de Hidrologie a Academiei Române, Asociația Culturală "Getica", Societatea de Istorie Agrară "Terra Nostra", ș.a. A dus o intensă activitate ca membru în diferite comisii de specialitate din cadrul Ministerului Agriculturii, Ministerului Apelor, Pădurilor și Mediului, Consiliului Național pentru Știința și Tehnologie și Academiei de Științe Agricole și Silvice.
Pentru bogata sa contribuție științifică, Marcu Botzan a fost ales, în anul 1993, membru titular al Academiei Române. Discursul de recepție rostit cu acel prilej s-a intitulat „Repere ale unei științe a corectării mediului”. Ca personalitate științifică, academicianului Marcu Botzan i se recunoaște, în țară, calitatea de „părinte” al cercetărilor științifice în domeniul îmbunătățirilor funciare.

### Aspecte personale
În timpul liber, Marcu Botzan s-a îndeletnicit cu pictura și cu sculptura în lemn. S-a delectat ascultând multă muzică clasică, alături de partenera sa de viața, poeta Delia-Pia Bîrlea. Împlinirea uniunii celor doi intelectuali a fost fiul lor, Tudor Botzan, inginer hidrotehnician.
S-a stins din viață în liniște, pe data de 8 martie 2011.

### Lista cărților publicate
Marcu Botzan a scris și publicat următoarele lucrări:
- Probleme de irigație și desecări ale Câmpiei Bărăganului, Editura Academiei Republicii Populare Române, București, 1959 (în colaborare cu C. Haret, N. Petrescu și O. Merculiev)
- Culturi irigate - Ediția 1, Editura Agro-Silvică, București, 1959
- Culturi irigate - Ediția a 2-a, Editura Agro-Silvică, București, 1962
- Culturi irigate - Ediția a 3-a, Editura Agro-Silvică, București, 1966
- Bilanțul apei în solurile irigate, Editura Academiei Republicii Socialiste România, București, 1972
- Apele în viața poporului român, Editura Ceres, București, 1984
- Începuturile hidrotehnicii pe teritoriul României, Editura Tehnică, București, 1989
- Drumuri de apă, Editura Sport-Turism, București, 1990
- Valorificarea hidroameliorativă a Luncii Dunării românești și a Deltei, Redacția de Propagandă Tehnică Agricolă, București, 1991 (în colaborare cu C. Haret, I. Stanciu, L. Buhociu și I. Vișinescu)
- Repere ale unei științe a corectării mediului, Editura Academiei Române, București, 1994
- Mediu și viețuire în spațiul Carpato-Dunăreano-Pontic, Editura Academiei Române, București, 1996
- Cântece și descântece pentru un sat de altădată, Editura Scrisul Românesc, Craiova, 1997 (versuri)
- Corectarea mediului într-o regiune a Europei unite, Editura Academiei Române, București, 1998
- Baladă pentru Calea Soarelui, Editura Scorilo, Craiova, 1998
- Încotro-i țara, domnule sublocotenent?, editare proprie, București, 1999
- Neizbutita parabolă a lui Marcus Aurelius, Editura Cartea Româneasca, București, 2000
- Hidronimie românească sau botezul apelor, Editura Academiei Române, București, 2002
- Călăuză pentru Dunărea românească, Editura Academiei Române, București, 2004